# Selenops cocheleti
Selenops cocheleti es una especie de araña araenomorfa de la familia de los selenópidos.

## Distribución
Esta especie de araña se encuentra en América, desde Panamá hasta Argentina.